# Villers-sur-Auchy
Villers-sur-Auchy ist eine französische Gemeinde mit 371 Einwohnern (Stand 1. Januar 2022) im Département Oise in der Region Hauts-de-France. Die Gemeinde liegt im Arrondissement Beauvais und ist Teil der Communauté de communes du Pays de Bray und des Kantons Grandvilliers.

## Geographie
Die Gemeinde im Pays de Bray liegt an der Grenze zur Normandie rund sieben Kilometer östlich von Gournay-en-Bray und zehn Kilometer südwestlich von Songeons. Das Gemeindegebiet wird u. a. über den Ruisseau du Vieux Moulin und den Ruisseau d’Auchy zur Epte entwässert. Zur Gemeinde gehören die Weiler Auchy und Orsimont.

## Geschichte
Die Grundherrschaft lag im Mittelalter bei der Benediktinerabtei Saint-Lucien in Beauvais. Auchy wurde 1826 mit Villers vereinigt.

## Einwohner
| 1962 | 1968 | 1975 | 1982 | 1990 | 1999 | 2006 | 2011 |
| ---- | ---- | ---- | ---- | ---- | ---- | ---- | ---- |
| 285  | 276  | 236  | 249  | 287  | 304  | 334  | 370  |

## Verwaltung
Bürgermeister (maire) ist seit 2014 Pascale Mondon.

## Sehenswürdigkeiten
- Kirche Saint-Lucien[1]
- Kapelle Saint-Taurin von Auchy[2]

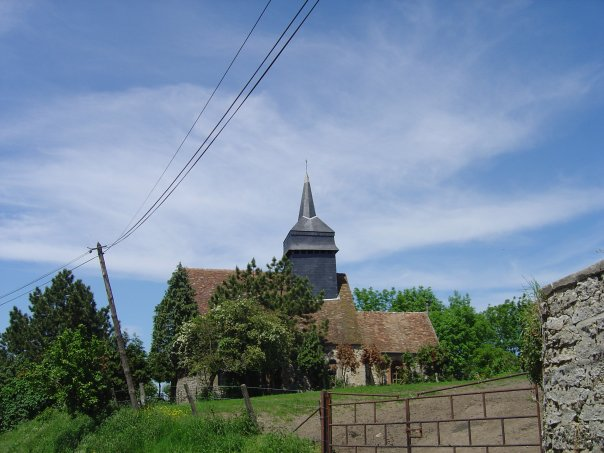
Kapelle von Auchy

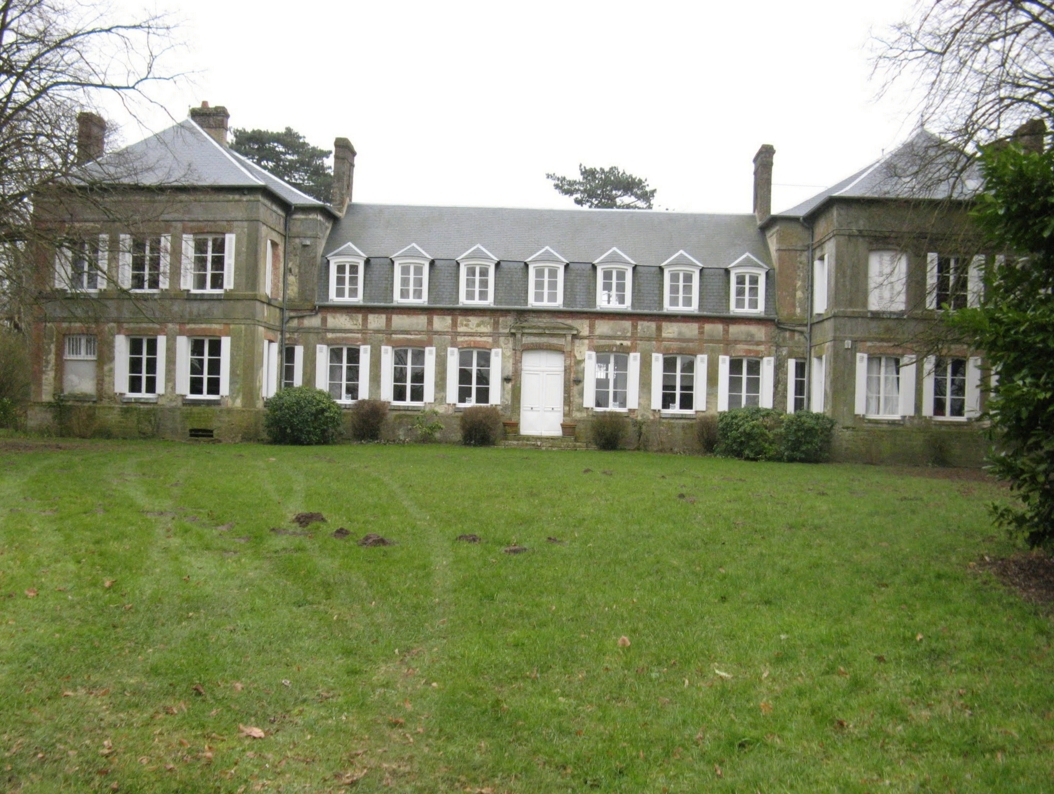
Schloss Auchy

- Schloss Auchy aus der Zeit um 1760